# Jan Rutta
Jan Rutta, född 29 juli 1990 i Písek, är en tjeckisk professionell ishockeyback som spelar för Pittsburgh Penguins i NHL.
Han har tidigare spelat på NHL-nivå för Tampa Bay Lightning och Chicago Blackhawks och på lägre nivåer för Syracuse Crunch och Rockford IceHogs i AHL och Piráti Chomutov i Extraliga.

## Spelarkarriär

### NHL

#### Chicago Blackhawks
Rutta blev aldrig draftad av någon NHL-organisation men skrev på ett ettårskontrakt med Chicago Blackhawks den 7 juni 2017.

#### Tampa Bay Lightning
Den 12 januari 2019 blev han tradad, tillsammans med ett draftval i sjunde rundan 2019, till Tampa Bay Lightning i utbyte mot Slater Koekkoek och ett draftval i femte rundan 2019.

## Statistik
| 2008–2009        | KLH Chomutov          | 1. liga          | 2   | 0  | 0  | 0  | 0  | —  | — | —  | —  | —  |
|                  | Sportovní Klub Kadaň  | 1. liga          | 2   | 0  | 0  | 0  | 0  | —  | — | —  | —  | —  |
|                  | IHC Písek             | 2. liga          | 2   | 0  | 0  | 0  | 0  | —  | — | —  | —  | —  |
| 2009–2010        | Sportovní Klub Kadaň  | 1. liga          | 18  | 1  | 4  | 5  | 0  | 9  | 0 | 3  | 3  | 0  |
|                  | HC Klasterec nad Ohri | 2. liga          | 3   | 0  | 1  | 1  | 0  | 5  | 0 | 0  | 0  | 4  |
| 2010–2011        | KLH Chomutov          | 1. liga          | 24  | 0  | 0  | 0  | 10 | —  | — | —  | —  | —  |
| 2011–2012        | Piráti Chomutov       | 1. liga          | 48  | 2  | 6  | 8  | 16 | 12 | 1 | 4  | 5  | 6  |
| 2012–2013        | Piráti Chomutov       | Extraliga        | 37  | 1  | 3  | 4  | 18 | —  | — | —  | —  | —  |
|                  | Sportovní Klub Kadaň  | 1. liga          | 7   | 0  | 3  | 3  | 0  | —  | — | —  | —  | —  |
| 2013–2014        | Piráti Chomutov       | Extraliga        | 17  | 1  | 2  | 3  | 4  | —  | — | —  | —  | —  |
|                  | Sportovní Klub Kadaň  | 1. liga          | 18  | 1  | 3  | 4  | 8  | —  | — | —  | —  | —  |
| 2014–2015        | Piráti Chomutov       | 1. liga          | 50  | 11 | 16 | 27 | 28 | 22 | 5 | 7  | 12 | 46 |
| 2015–2016        | Piráti Chomutov       | Extraliga        | 44  | 10 | 11 | 21 | 22 | 7  | 1 | 2  | 3  | 8  |
| 2016–2017        | Piráti Chomutov       | Extraliga        | 46  | 8  | 24 | 32 | 30 | 17 | 2 | 11 | 13 | 8  |
| 2017–2018        | Chicago Blackhawks    | NHL              | 57  | 6  | 14 | 20 | 24 | —  | — | —  | —  | —  |
| 2018–2019        | Chicago Blackhawks    | NHL              | 23  | 2  | 4  | 6  | 12 | —  | — | —  | —  | —  |
|                  | Rockford IceHogs      | AHL              | 8   | 1  | 3  | 4  | 2  | —  | — | —  | —  | —  |
|                  | Syracuse Crunch       | AHL              | —   | —  | —  | —  | —  | —  | — | —  | —  | —  |
| NHL totalt       | NHL totalt            | NHL totalt       | 80  | 8  | 18 | 26 | 36 | —  | — | —  | —  | —  |
| AHL totalt       | AHL totalt            | AHL totalt       | 16  | 2  | 6  | 8  | 4  |    |   |    |    |    |
| Extraliga totalt | Extraliga totalt      | Extraliga totalt | 144 | 20 | 40 | 60 | 74 | 32 | 4 | 18 | 22 | 20 |
| 1. liga totalt   | 1. liga totalt        | 1. liga totalt   | 169 | 15 | 32 | 47 | 62 | 29 | 5 | 8  | 13 | 30 |

### Internationellt
| Källa: Uppdaterad: 2017-10-06 | Källa: Uppdaterad: 2017-10-06 | Källa: Uppdaterad: 2017-10-06 |         | Utv = Utvisningsminuter | Utv = Utvisningsminuter | Utv = Utvisningsminuter | Utv = Utvisningsminuter | Utv = Utvisningsminuter |
| År                            | Lag                           | Mästerskap                    | Matcher | Mål                     | Assists                 | Poäng                   | Utv                     |                         |
| ----------------------------- | ----------------------------- | ----------------------------- | ------- | ----------------------- | ----------------------- | ----------------------- | ----------------------- | ----------------------- |
| 2017                          | Tjeckien                      | VM                            | 8       | 1                       | 0                       | 1                       | 0                       |                         |
| Senior totalt                 | Senior totalt                 | Senior totalt                 | 8       | 1                       | 0                       | 1                       | 0                       |                         |